# La bruja (serie de televisión surcoreana)
La bruja (en hangul, 마녀; romanización revisada, Manyeo) es una serie de televisión surcoreana de misterio y romántica. Está basada en el webtoon homónimo de Kang Full, escrita por Jo Yoo-jin, dirigida por Kim Tae-gyun, y protagonizada por Park Jin-young y Roh Jeong-eui. Se emitirá por Channel A del 16 de febrero al 6 de marzo de 2025, en horario de sábados y domingos a las 21:00 (hora local coreana). También estará disponible para la difusión internacional en la plataforma Viki.

## Sinopsis
Un día, en medio de una nevada, el estudiante de secundaria Dong-jin se cruza con una chica con cara triste, Mi-jeong, de la que está secretamente enamorado. Pero ella está rodeada de rumores extraños en la escuela, que comenzaron después de que un estudiante fuera alcanzado por un rayo. Ella misma confiesa que desde niña se han sucedido acontecimientos trágicos a su alrededor. No pudiendo soportar la presión de los compañeros, al final abandona la escuela y comienza una vida aislada y solitaria.
Algunos años después, Dong-jin se ha convertido en un cotizado analista de datos; un día se sorprende al escuchar el nombre Mi-jeong en el metro. Tras el reencuentro, se propone salvarla de esa maldición, y ella también se convierte en la salvación de Dong-jin.

## Reparto

### Principal

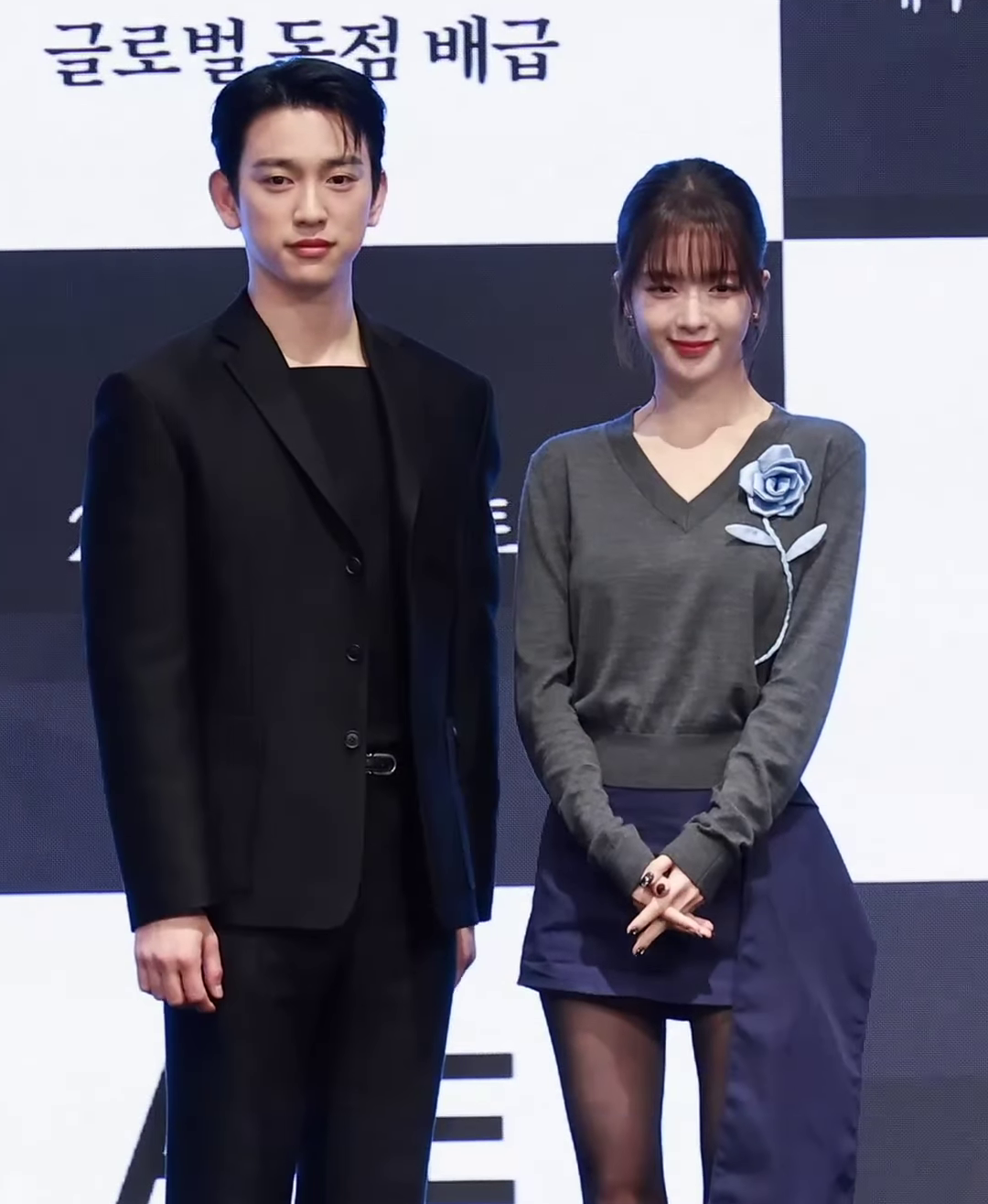
Los protagonistas durante la conferencia de prensa de presentación de la serie, 11 de febrero de 2025

- Park Jin-young como Lee Dong-jin, el analista de datos mejor pagado de la industria, que investiga el misterioso caso de Mi-jeong.[2][3][4]
- Roh Jeong-eui como Park Mi-jeong, una misteriosa mujer rechazada por los demás, debido a acontecimientos inexplicables que la rodeaban.[4][5][6]

### Secundario
- Im Jae-hyuk como Kim Joong-hyuk, un detective de la brigada de delitos graves y amigo de Li Dong-jin. Después de que este desaparece tras dejar un mensaje, utiliza su intuición policial para darse cuenta de que podría estar en peligro de muerte, por lo que siguie las pistas dejadas por su amigo y entra en contacto con secretos impactantes.[7][8]
- Jang Hee-ryung como Heo Eun-sil, la amiga íntima de Mi-jeong, que creció bajo el cuidado de sus tres hermanos mayores y tiene el temperamento ella misma de una hermana mayor, es decir, de alguien que se preocupa y protege a sus seres queridos.[7][9][10]
- Jang Hye-jin como Oh Mi-sook, la madre de Dong-jin, que no solo se preocupa por su hijo sino que también cuida bien de los vecinos que la rodean. Es propietaria de una tienda de pesticidas.[7]
- Ahn Nae-sang como Park Byeong-jae, el padre de Mi-jeong, a la que crio solo tras la muerte de su esposa. Es una persona de corazón profundo que se preocupa mucho por su hija, que a veces pierde su sonrisa pero no muestra sus sentimientos. Cuando se entera de los rumores que rodean a su hija, decide abandonar el vecindario y retirarla de la escuela a la que asistía.[7]
- Kwon Han-sol como Seo Da-eun, una compañera de secundaria y amiga de Mi-jeong.[11]

### Apariciones especiales
- Ju Ji-hoon como un hombre que discute con su hermano en una comisaría de policía (episodio 1).[12][13]
- Yoon Park como un hombre que discute con su hermano en una comisaría de policía (episodio 1).[13][14]
- Hyun Bong-sik como el detective de policía que media entre ambos (episodio 1).[13]
- Kim Hye-ok como la madre de los dos hombres, que va a buscarlos a la comisaría (episodio 1).[15]
- Joo Jong-hyuk como Ik-jong, un estudiante de último curso de escuela secundaria que estaba enamorado de Mi-jeong (episodio 2).[15]
- Jin Seon-kyu como Hwang Jung-sik, el profesor de estadística de Dong-jin (episodio 3).[14]
- Kim Young-woong como el locutor de radio Hoon-nam.[16]

## Producción
La serie es una dramatización del webtoon homónimo de Kang Full, serializado en 2013 en treinta capítulos. A diferencia de Moving (2023) o Light Shop (2024), Kang no escribió el guion ni intervino en la adaptación, sino que está escrita por la guionista Jo Yoo-jin. Hay algunas diferencias notables entre el comic y la serie; entre otras, si aquel se cuenta desde el punto de vista de la detective Kim Joong-hyuk, la serie sigue la perspectiva de Dong-jin. Además, en ella la salvación de los dos personajes es recíproca, mientras que en el webtoon la realiza solo él en beneficio de ella. El director es Kim Tae-gyun, en su primera experiencia en televisión: hasta la fecha había dirigido solo cine, como Dark Figure of Crime en 2018. Para Kim, la serie «es una obra que trata sobre la caza de brujas y el estigma social creado por los prejuicios y el odio del mundo». En cierto modo, la trama puede equipararse a la de un drama policíaco, en el que se debe descubrir la verdad, quién es la víctima y cómo murió. En La bruja, también Dong-jin es un personaje en busca de la verdad, el único de un entorno que ha condenado a Mi-jeong.
El 28 de abril de 2022 la cuenta oficial de Channel A informó de que Park Jin-young y Roh Jeong-eui habían sido confirmados como protagonistas de la serie. El primero vuelve con este título a la actuación tras haber concluido el servicio militar en noviembre de 2024. Para la segunda, admiradora de la obra gráfica de Kang Full, se trata de un personaje diverso de todos los interpretados previamente, por lo que lo preparó largo tiempo con el director, en especial para expresar sus emociones únicamente a través de expresiones faciales.
El 27 de agosto de 2024 Channel A anunció que la serie La bruja estaba programada como serie de fin de semana para la primera mitad de 2025. El 13 de enero de 2025 precisó el estreno para el 15 de febrero y lanzó el primer avance de la serie; dos días después distribuyó algunos fotogramas del personaje de Roh Jeong-eui, y el 19 de enero lanzó el segundo avance, dedicado al reencuentro de los protagonistas ya adultos.

## Audiencia
| Temporada | Temporada | Episodio número | Episodio número | Episodio número | Episodio número | Episodio número | Episodio número | Episodio número | Episodio número | Episodio número | Episodio número | Promedio |
| Temporada | Temporada | 1               | 2               | 3               | 4               | 5               | 6               | 7               | 8               | 9               | 10              | Promedio |
| --------- | --------- | --------------- | --------------- | --------------- | --------------- | --------------- | --------------- | --------------- | --------------- | --------------- | --------------- | -------- |
|           | 1         | 583             | 728             | —               | 701             | —               | 661             | —               | 684             | —               | 588             | —        |

| Episodio | Fecha de emisión      | Índices de audiencia (Nielsen Korea) | Índices de audiencia (Nielsen Korea) |
| Episodio | Fecha de emisión      | Nacional                             | Seúl                                 |
| --- | --------------------- | ------------------------------------ | ------------------------------------ |
| 1 | 15 de febrero de 2025 | 2,425 % (5.ª)                        | 2,632 % (3.ª)                        |
| 2 | 16 de febrero de 2025 | 2,974 % (3.ª)                        | 2,802 % (3.ª)                        |
| 3 | 22 de febrero de 2025 | 1,7 % (12.ª)                         | ND                                   |
| 4 | 23 de febrero de 2025 | 2,940 % (3.ª)                        | 3,100 % (1.ª)                        |
| 5 | 1 de marzo de 2025    | 1,5 % (16.ª)                         | ND                                   |
| 6 | 2 de marzo de 2025    | 2,843 % (4.ª)                        | 2,486 % (4.ª)                        |
| 7 | 8 de marzo de 2025    | 1,2 % (17.ª)                         | ND                                   |
| 8 | 9 de marzo de 2025    | 3,073 % (2.ª)                        | 3,185 % (2.ª)                        |
| 9 | 15 de marzo de 2025   | 1,3 % (19.ª)                         | 1,537 % (10.ª)                       |
| 10 | 16 de marzo de 2025   | 2,629 % (4.ª)                        | 2,377 % (6.ª)                        |
| Promedio | Promedio              | 2,258 %                              | — %                                  |
| - En la tabla superior, los números azules representan las calificaciones más bajas y los números rojos representan las más altas. - Esta serie se transmite en un canal de cable/televisión de pago, que normalmente tiene una audiencia menor respecto a las emisoras de televisión públicas/gratuitas (KBS, SBS, MBC y EBS). - 'ND' indica que no fue publicado el dato correspondiente. |                       |                                      |                                      |